# 丽水苦竹
丽水苦竹（学名：Pleioblastus maculosoides）为禾本科大明竹属下的一个种。